# 그녀의 로맨스
《그녀의 로맨스》은 MBC 드라마넷에서 2007년 11월 8일부터 2007년 12월 31일까지 매주 목요일 밤 11시 25분 ~ 12시 25분에 방송되는 연예 버라이어티 프로그램이다.

## 출연자

### 진행
정형돈, 서경석

### 주선자
추소영, 김성수, 김효진, 표영호

## 방송 목록
| 회차 | 방영 일자        | 내용            | 비고                     |
| ---- | ---------------- | --------------- | ------------------------ |
| 1    | 2007년 11월 8일  | 황보, 첫 번째   |                          |
| 2    | 2007년 11월 15일 | 황보, 두 번째   |                          |
| 3    | 2007년 11월 22일 | 남규리, 첫 번째 | 표영호 미참, 문천식 참석 |
| 4    | 2007년 11월 29일 | 남규리, 두 번째 | 표영호 미참, 문천식 참석 |
| 5    | 2007년 12월 6일  | 한영, 첫 번째   |                          |
| 6    | 2007년 12월 13일 | 한영, 두 번째   |                          |
| 7    | 2007년 12월 24일 | 박정아, 첫 번째 |                          |
| 8    | 2007년 12월 31일 | 박정아, 두 번째 | 최종회                   |